# فاتح 110
فاتح 110 (بالفارسية: فاتح-110) هو صاروخ أرض-أرض يعملُ بالوقود الصلب من إنتاجِ منظمة صناعات الطيران الإيرانية. اخُتبر الجيل الأوّل من هذهِ الصواريخ في أيلول/سبتمبر 2002؛ ثم بدأَ بعد وقتٍ قصيرٍ تطويرها وإنتاجها بكميّات كبيرة. كان النطاق الأولي للصاروخ يبلغُ حوالي 200 كيلومتر (120 ميل) وبحلول أيلول/سبتمبر 2004 أعلنت طهران عن الجيل الثاني من الصاروخ والذي قالت إن مداهُ يبلغُ 250 كيلومتر (160 ميل)، وكُشف النّقاب عنِ الجيل الثالث من الصاروخ عام 2010 حيثُ أصبح مداهُ 300 كيلومتر (190 ميل) بينما صدرَ الجيلُ الرابع عام 2012 وركّز هذا الجيل على تحسين دقّة الصاروخ.
طُوّر صاروخ فاتح 110 من صاروخ زلزال-2 من خلالِ إضافة نظام توجيه؛ بينما استهدفت الإصدارات اللاحقة من الصاروخ تعديل عددٍ من الجوانب الأخرى وكذا تحسين المدى والحمولة. صُنع شبيهٌ لهذا الصاروخ في سوريا حيثُ سُمّي هناك باسمِ صاروخ إم-600 وقد استُخدم من قِبل الدولة السورية والمساندين من القوات الإيرانيّة التي تدعمهُ خلال الحرب الأهلية السورية؛ كما أُفيد بتصديرِ الصاروخ إلى حزب الله في لبنان.

## التطوير
بعد حرب الخليج الأولى؛ اكتشفت إيران أنها في حاجةٍ إلى صاروخ دقيقٍ قصير المدى لأن صواريخها زلزال-1 ونازعات كانت صواريخ غير موجهة وبالتالي فهي غير دقيقة للغاية. بناءً على ذلك؛ اشترت طهران 200 صاروخ من طراز أس-75 دفينا قصير المدى من الصين في عام 1989. لم تُرض هذه الصواريخ الإيرانيين بسبب ضعف مداها وهيكلها الضخم؛ فطلبت من شركة شهيد باقري للصناعات تصميم وإنتاج صاروخ موجه قصير المدى.
بدأ التطوير في عام 1995؛ وقُرّر تطوير صاروخ جديد بناءً على صاروخ زلزال-2 كما أفادت بعضُ التقارير أن سوريا قد انضمت أيضًا إلى البرنامج وأصدرت نسختها المُسمَّاة إم-600. بحلول عام 2006؛ اتهمت وزارة الخزانة الأمريكية شركة الصين للعلوم والتقنيات الجوفضائية بلعبِ «دورٍ ريادي» في تطوير صواريخ فاتح 110 مؤكّدة في الوقتِ ذاته بأن إيران لم يكن لديها خبرة سابقة بالصواريخ البالستية الصلبة التي تعملُ بالوقود. أجرت طهران أولى تجاربها بهذا الصاروخ في عام 2002 فنجحت في ذلك قبل أن تُوجّه الجهات المسؤولة عن بدءِ إنتاجه رسميًا.

## الأطرزة

### الجيل الأول
يبلغ مدى الجيل الأول من فاتح 110 مسافة 200 كيلومتر اُخْتُبِر في سبتمبر 2002، وبدأ الإنتاج بعد ذلك بفترة بسيطة ودخل الخدمة.

### الجيل الثاني
بحلول عام 2004؛ كُشف النّقاب عن الجيل الثاني من صاروخ فاتح-110 حيثُ حُسّن نطاقه إلى 250 كيلومتر (160 ميل) بعدما كان يبلغُ في الجيل الأول 250 كيلومتر (160 ميل).
إم-600
اعتبارًا من عام 2008؛ بدأت سوريا في تطويرِ صاروخ إم-600 الذي يعتمدُ بالأساسِ على الجيل الثاني من صاروخ فاتح-110. ادعت الصحافة الإسرائيلية في عام 2010 أن سوريا أعطت مئات الصواريخ من طراز إم-600 لحزب الله.

### الجيل الثالث
اختُبر الجيل الثالث من صاروخ فاتح-110 في عام 2010 حيثُ صرّح وزيرُ الدفاع الإيراني حينها أحمد وحيدي بالقول أن دقة ومدى وزمن رد الفعل في تحسّن كما تحدث عن قدرة التخزين مثل هذه الصواريخ في مناطق مختلفة من البلاد. بعد ذلك مباشرةً؛ قدّم التلفزيون الإيراني لقطات من الاختبار وتأثيره. سُلّمت الصواريخ فيما بعد إلى الحرس الثوري، وقيل حينها إنّ مدى مدى الصاروخ يبلغُ 300 كيلومتر (190 ميل).
الصواريخ الباليستية المضادة للسفن
كشفت إيران في عام 2011 عن صاروخ باليستي مضاد للسفن سمَّتهُ صاروخ خليج فارس وهو صاروخٌ مطوّرٌ عن صاروخ فاتح-110 ويصلُ مداهُ أيضًا إلى 300 كيلومتر (190 ميل) كما هو الحال مع الإصدار الثالث من صاروخ فاتح.
نشرت إيران في عام 2017 صورًا وفيديوهات لتجربة إطلاق صاروخ هرمز-2 الذي قالت إنه قد أصاب الهدف على بُعد 250 كيلومتر (160 ميل) فيما وصفت وسائل الإعلام المحليّة صاروخ هرمز-2 بأنه صاروخ باليستي مضاد للسفن وصاروخ مضاد للإشعاع.

### الجيل الرابع

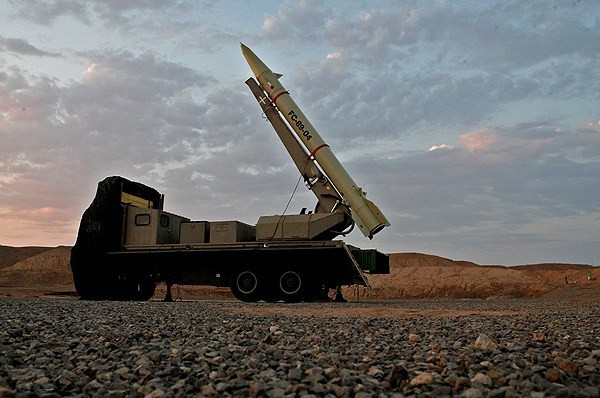
الجيل الرابع من صاروح فاتح 110

نجحت إيران في آب/أغسطس 2012 في اختبار الجيل الرابع من صاروخ فاتح-110.
ذو الفقار

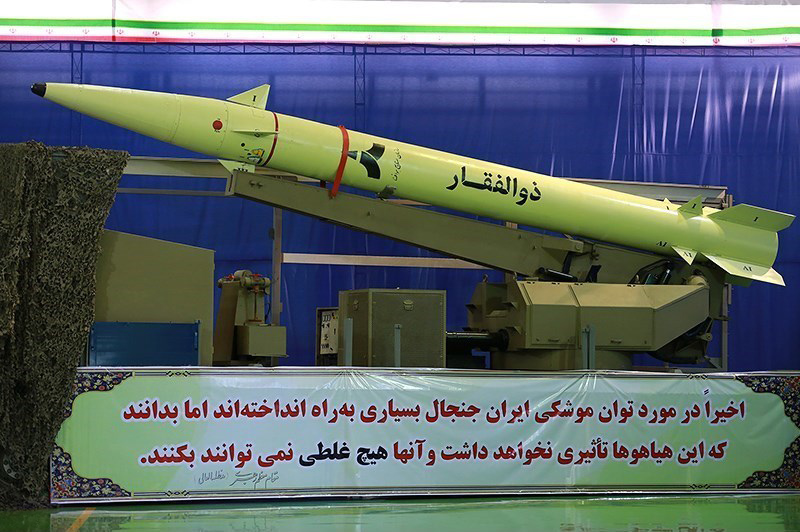
صاروخ ذو الفقار

يُعد ذو الفقار صاروخًا باليستيًا إيرانيًا يُعتقد أنه مطورٌ عن صاروخ فاتح-110 وهو أول صاروخ باليستي – من أي نوع – تستخدمهُ إيران علنًا في نزاعٍ أجنبي. بخلاف الأعضاء الآخرين في عائلة فاتح؛ والتي غالبًا ما تُوصف بأنها صواريخ شبه باليستية فإن ذو الفقار يسيرُ في مسار الصواريخ الباليستية ويصلُ مداه إلى 700 كيلومتر (430 ميل) وقد استُعمل في فعلًا في هجوم دير الزور الصاروخي 2017؛ ومع ذلك فقد أُثيرت شكوكٌ حول دقة الصاروخ الحقيقة حيثُ قيل إنَّ دقته منخفضة إلى حدٍ ما. يُعتقد أن ذو الفقار – وربما أفراد آخرين من عائلة فاتح-110 – يستخدمون أنظمة الملاحة عبر الأقمار الصناعية وذلك لتحسينِ الدقة.
فاتح مبين
كشفت إيران في عام 2018 عن صواريخ فاتح مُبين وهي مجموعة صواريخ مطوّرة عن صاروخ فاتح-110. وفقًا لوزير الدفاع الإيراني أمير حاتمي؛ يُمكن إعادة تجهيز هذا الصاروخ بأفرادٍ من عائلة فاتح أو ذو الفقار. يُعتقد أن صاروخ فاتح مبين يعتمدُ على التصويرِ بالأشعة تحت الحمراء في عمليّة التوجيه.

## التاريخ التشغيلي

### إيران
اعتبارًا من عام 2017؛ قالت بعض المصادر إنَّ إيران لديها أقل من 100 قاذفة لجميع أنواع صواريخ فاتح-110.

### سوريا
قالت إسرائيل في الثالث والخامس من أيّار/مايو 2013 إنها أصابت شُحنة أسلحة كانت تضمُّ صواريخ من نوع فاتح-110 كانت مُتجهةً إلى حزب الله؛ وقالت إسرائيل إنها لن تتسامح مع وقوع «أسلحة تُغيّر اللعبة» في أيدي حزب الله. بحلول 18 أيّار/مايو من نفس العام؛ زعمت وسائلُ إعلامٍ إسرائيلية أن الجيش السوري قد وجّه مجموعةً من صواريخ تشرين – وهي النسخة السورية من طراز صواريخ فاتح 110 الإيرانيّة – باتجاهِ تل أبيب وفقًا لصور أقمار الاستطلاع؛ بحيثُ يُعتقد أن هذه الصواريخ قد تُستخدم «كرادعٍ» ضد الغارات الجوية الإسرائيلية الأخرى على الأهداف السورية.
وفقًا لمسؤولين عسكريين أمريكيين لم تُكشف هويتهم؛ فقد أطلقت الحكومة السورية صاروخين من فاتح-110 على الأقل في أواخر كانون الأول/ديسمبر 2012؛ ويبدو أن إطلاق هذه الصواريخ كانت في محاولةٍ لاستهداف فصائل المُعارضة السورية بدقةٍ أكبر. في أواخر تشرين الثاني/نوفمبر 2014؛ أكّدت مصادر إيرانية ولبنانية أن حزب الله قد تلقى صواريخ باليستية إيرانية من طراز فاتح-110 وضمّها لترسانة صواريخه. على اعتبار أن مدى تلك الصواريخ يتراوحُ بين 250–350 كيلومتر (160–220 ميل)؛ فهذا يعني أنها قادرة في حالة ما أُطلقت من لبنان على إصابة أي أهدافٍ في أي مكانٍ في «إسرائيل» حتى النقب الشمالي. لقد اعتبرت إسرائيل تسليم مثل هذه الصواريخ مبرراً «للرد الوقائي» حيثُ بدأت في مهاجمة شحنات الصواريخ وقوافل النقل ومواقع التخزين في سوريا ولبنان لمنعِ حزب الله من الحصول على هذه الأنواع وأنواع أخرى من الصواريخ.

## المشغلون
الدول
- إيران
- سوريا
- كوريا الشمالية

التنظميات

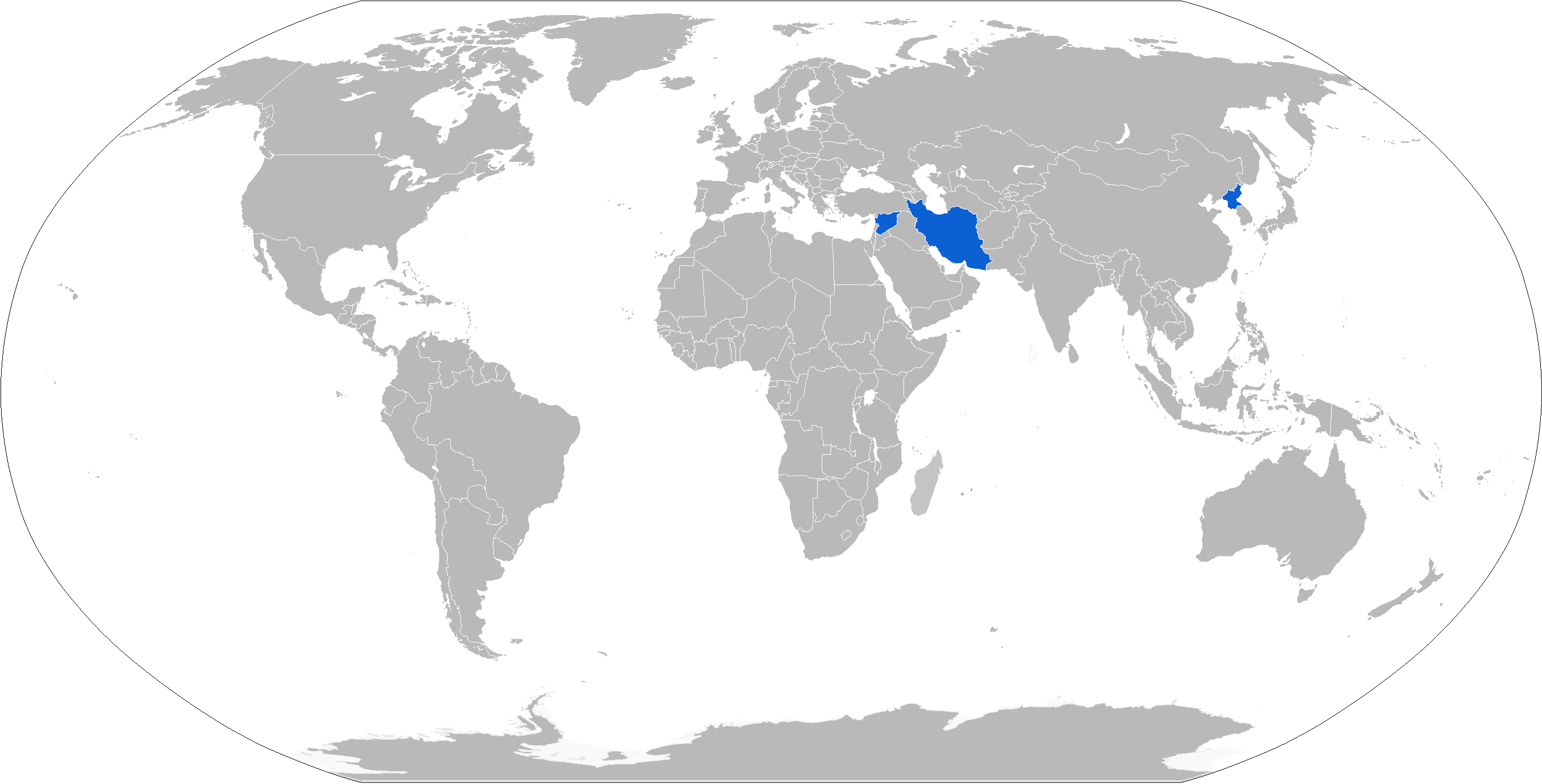
خريطة تظهر المشغلون لفاتح 110 باللون الأزرق

- حركة حماس: وفقًا لبعض المسؤولين في الجيش الإيراني؛ فقد سلّمت إيران العشرات من صواريخ فاتح 110 إلى حماس وعملت على تدريبهم على استعمالها.
- حزب الله: أُفيد على نطاقٍ واسعٍ أن إيران سلّمت مئات الصواريخ من نوع فاتح-110 إلى حزب الله في لبنان.